# 高岡町 (金沢市)
高岡町（たかおかまち）は、石川県金沢市の町名。

## 地理
国道157号、武蔵町と香林坊の中間に位置している。

## 世帯数と人口
2022年（令和4年）8月1日現在の世帯数と人口は以下の通りである。
| 町丁   | 世帯数  | 人口  |
| ------ | ------- | ----- |
| 高岡町 | 332世帯 | 626人 |

## 小・中学校の学区
市立小・中学校に通う場合、学区は以下のとおりとなる。
| 番・番地等 | 小学校             | 中学校             |
| ---------- | ------------------ | ------------------ |
| 全域       | 金沢市立中央小学校 | 金沢市立長町中学校 |

## 交通

### 鉄道
町内に鉄道駅はない。

### バス
- 金沢ふらっとバス長町ルート　松ヶ枝緑地バス停

近接する国道157号上に南町・尾山神社バス停がある。

### 道路
- 国道157号

## 施設
- 金沢市文化ホール
- 松ヶ枝緑地
- 金沢市 松ヶ枝公民館
- 松ケ枝福祉館